# Grand Prix automobile des États-Unis Ouest 1977
Résultats du Grand Prix des États-Unis Ouest de Formule 1 1977 qui a eu lieu sur le circuit urbain de Long Beach le 3 avril 1977.

## Classement
| Pos  | N° | Pilote             | Écurie             | Tours | Temps/Abandon        | Grille | Points |
| ---- | -- | ------------------ | ------------------ | ----- | -------------------- | ------ | ------ |
| 1    | 5  | Mario Andretti     | Lotus-Ford         | 80    | 1 h 51 min 35 s 470  | 2      | 9      |
| 2    | 11 | Niki Lauda         | Ferrari            | 80    | 0 s 773              | 1      | 6      |
| 3    | 20 | Jody Scheckter     | Wolf-Ford          | 80    | + 4 s 857            | 3      | 4      |
| 4    | 4  | Patrick Depailler  | Tyrrell-Ford       | 80    | + 1 min 14 s 487     | 12     | 3      |
| 5    | 28 | Emerson Fittipaldi | Copersucar-Ford    | 80    | + 1 min 20 s 908     | 7      | 2      |
| 6    | 34 | Jean-Pierre Jarier | Penske-Ford        | 79    | + 1 tour             | 9      | 1      |
| 7    | 1  | James Hunt         | McLaren-Ford       | 79    | + 1 tour             | 8      |        |
| 8    | 6  | Gunnar Nilsson     | Lotus-Ford         | 79    | + 1 tour             | 16     |        |
| 9    | 26 | Jacques Laffite    | Ligier-Matra       | 78    | Panne électrique     | 5      |        |
| 10   | 10 | Brian Henton       | March-Ford         | 77    | + 3 tours            | 18     |        |
| 11   | 18 | Hans Binder        | Surtees-Ford       | 77    | + 3 tours            | 19     |        |
| Abd. | 3  | Ronnie Peterson    | Tyrrell-Ford       | 62    | Distribution essence | 10     |        |
| Abd. | 22 | Clay Regazzoni     | Ensign-Ford        | 57    | Boîte de vitesses    | 13     |        |
| Abd. | 8  | Hans-Joachim Stuck | Brabham-Alfa Romeo | 53    | Freins               | 17     |        |
| Abd. | 17 | Alan Jones         | Shadow-Ford        | 40    | Boîte de vitesses    | 14     |        |
| Abd. | 2  | Jochen Mass        | McLaren-Ford       | 39    | Vibrations           | 15     |        |
| Dsq. | 7  | John Watson        | Brabham-Alfa Romeo | 33    | Disqualifié          | 6      |        |
| Abd. | 16 | Renzo Zorzi        | Shadow-Ford        | 27    | Boîte de vitesses    | 20     |        |
| Abd. | 9  | Alex Ribeiro       | March-Ford         | 15    | Boîte de vitesses    | 22     |        |
| Abd. | 12 | Carlos Reutemann   | Ferrari            | 5     | Accident             | 4      |        |
| Abd. | 30 | Brett Lunger       | March-Ford         | 4     | Accident             | 21     |        |
| Abd. | 19 | Vittorio Brambilla | Surtees-Ford       | 0     | Accident             | 11     |        |

Légende :
- Abd.=Abandon

## Pole position et record du tour
- Pole position : Niki Lauda en 1 min 21 s 630 (vitesse moyenne : 143,374 km/h).
- Tour le plus rapide : Niki Lauda en 1 min 22 s 753 au 62e tour (vitesse moyenne : 141,428 km/h).

## Tours en tête
- Jody Scheckter : 76 (1-76)
- Mario Andretti : 4 (77-80)

## À noter
- 3e victoire pour Mario Andretti.
- 59e victoire pour Lotus en tant que constructeur.
- 98e victoire pour Ford Cosworth en tant que motoriste.
- John Watson a été disqualifié pour avoir reçu de l'aide extérieure.